# Austro-Daimler

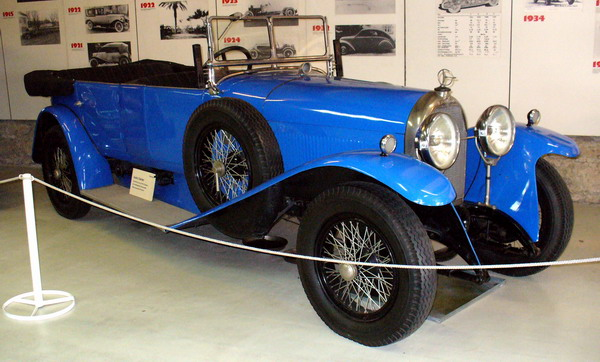
1923-as Ferdinand Porsche tervezte Austro-Daimler gépkocsi a langerburgi múzeumból

Az Austro-Daimler AG-t 1899-ben Eduard Bierenz és Eduard Fischer alapította Wiener Neustadtban (Ausztria) működő székhellyel és eredetileg a németországi Daimler ausztriai fiókcégeként Daimler modelleket gyártott volna, de az ausztriai tulajdonosok a másolás helyett saját autót szerettek volna készíteni. A cég munkájában egy időre segítőként Ferdinand Porsche, valamint a magyar származású Barényi Béla is részt vett. Az Austro-Daimler többszöri cégátalakítás, tulajdonváltás után végül 1936-ban szűnt meg.

## Története

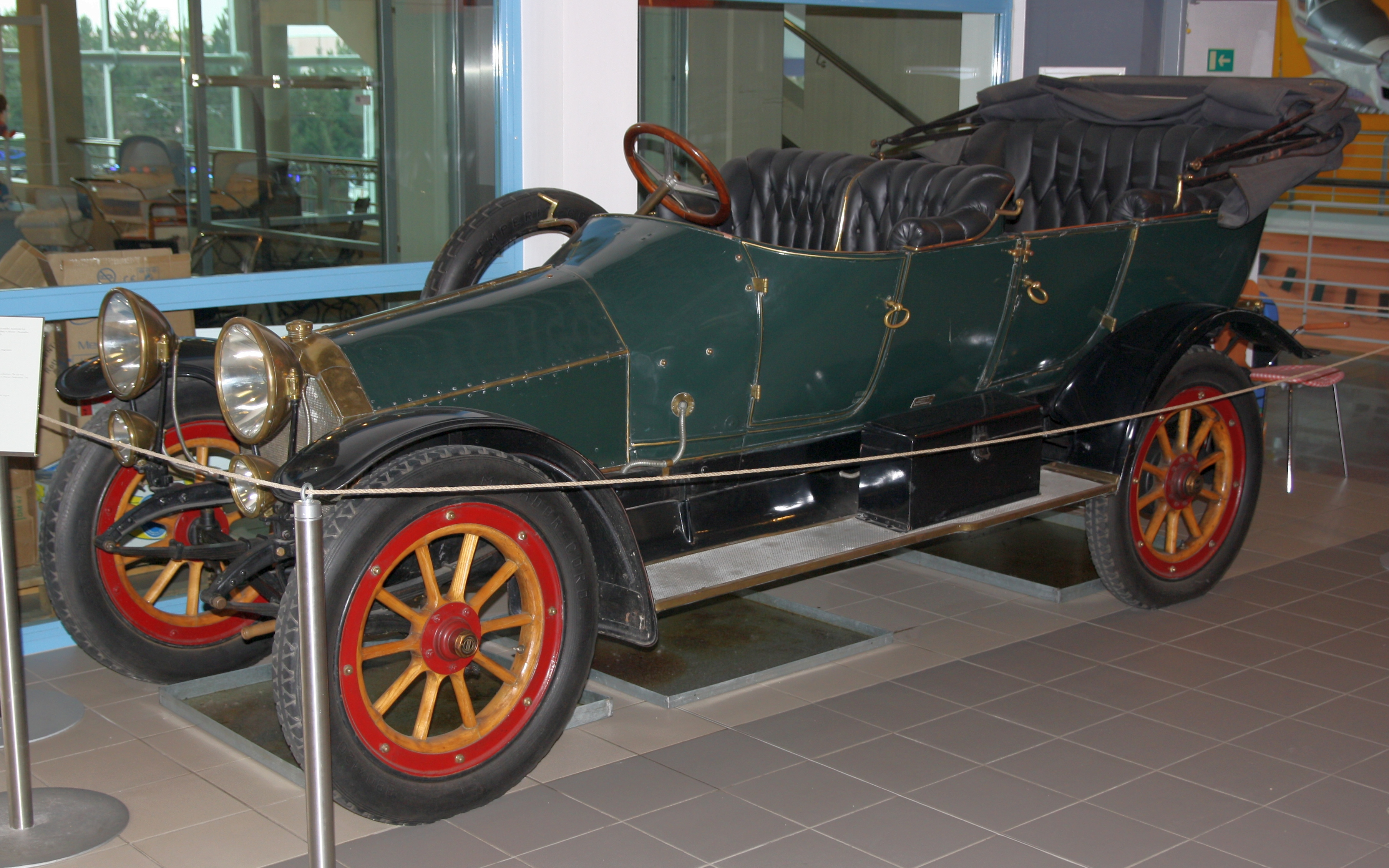
Egy 1910-es Austro-Daimler modell a Brno-i Technikai Múzeumból

1890-ben a Wiener Neustadtban működő vállalkozás élére Eduard Bierenz osztrák kiskereskedőt nevezték ki. A társaság az autók gyártását az Eduard Fischer Gépgyárban kezdte el. Ezzel a felállással a DMG lett az első multinacionális vállalat az autóipar történetében.[forrás?]
Az 1899 augusztus 11-én, megalakult az osztrák Daimler Motor Társaság üzemében 1900-ban kerültek összeszerelésre az első autók; sttutgarti gyártású egységekből: 2 hengeres, 4 LE (3,0 kW) kivitelben. Rövid időn belül elkezdődött a motorok, luxusautók, teherautók, buszok, tengeri hajók, és a vonatok gyártása is.

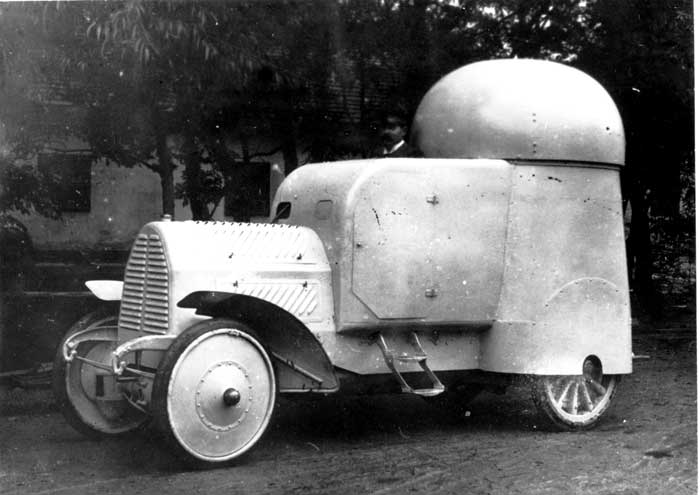
Austro-Daimler páncélautó 1904-ből

Gottlieb Daimler halála után  fia, Paul Daimler vette át 1902-ben a Műszaki Osztály vezetését és egy kompakt autót (8 LE, 45 km / h) fejlesztett ki. A hadsereg részére 1905-ben építette a cég az első páncélozott autót , amely már 30 LE-s (22 kW). Daimler 1905-ben visszatért Stuttgartba, hogy átvegye a kutatási és fejlesztési részleget. Helyét a fiatal Ferdinand Porsche vette át a műszaki tervezésben. Porsche átalakította a vállalatot is, a társaság ekkor már 800 fős létszámmal dolgozott. 1906. július 27-én nevezték át a vállalatot Austro-Daimler-nek. 1908-ban, az Austro-Daimler megkezdte a Zeppelin motorok gyártását.  Porsche az Austro-Daimler cég további fejlődését segítve 1909-ben végleges függetlenséget teremtett a DMG részvények tulajdonlásával.
1910-ben Austro-Daimler-Motors AG-ra nevezték át a vállalatot, amelynek ez időben logója a királyi osztrák kétfejű sas volt. 

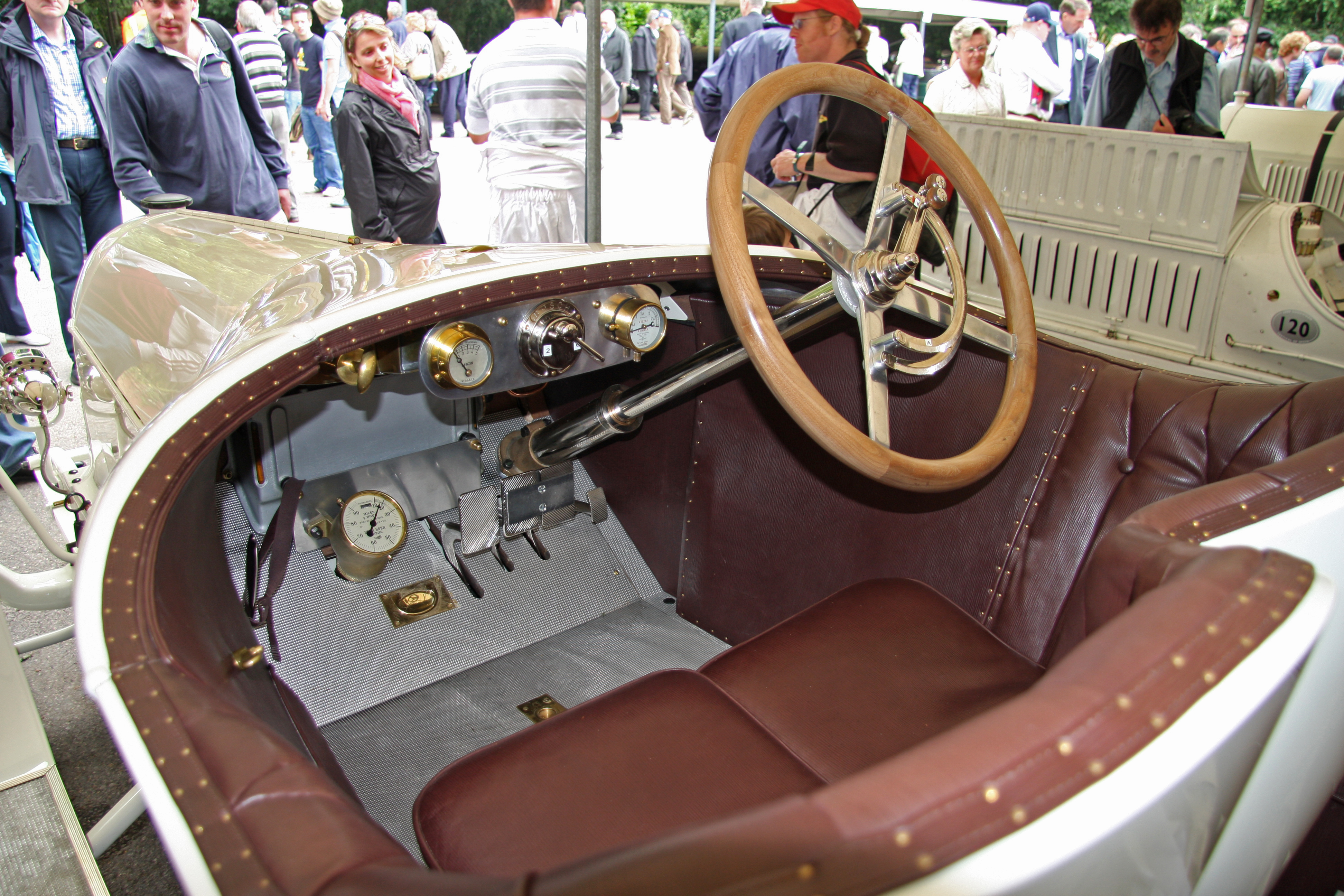
A Prinz Heinrich nevű modell vezetőfülkéje

1911-ben az Austro-Daimler a Prinz Heinrich (Henrik herceg) nevű modell gyártásába fogott, amely hamar hírnevet szerzett 5714 ccm-es 4-hengeres motorjával. A 95 LE /2100 rpm teljesítménnyel bíró fejlesztés mellett egy kevésbé erős motorváltozattal is készült, OHV vezérléssel, 6900 ccm-es lökettérfogattal, 60 LE (45 kW)/ 1200 rpm. Mindkét tervet Ferdinand Porsche készítette.
1912-ben aztán Porsche eladta a DMG fennmaradó részvényeit is.
A gyár az 1910-es évekre a gépjárművek, vasúti és légi közlekedési eszközök illetve részegységek, motorok sokaságát állította elő.

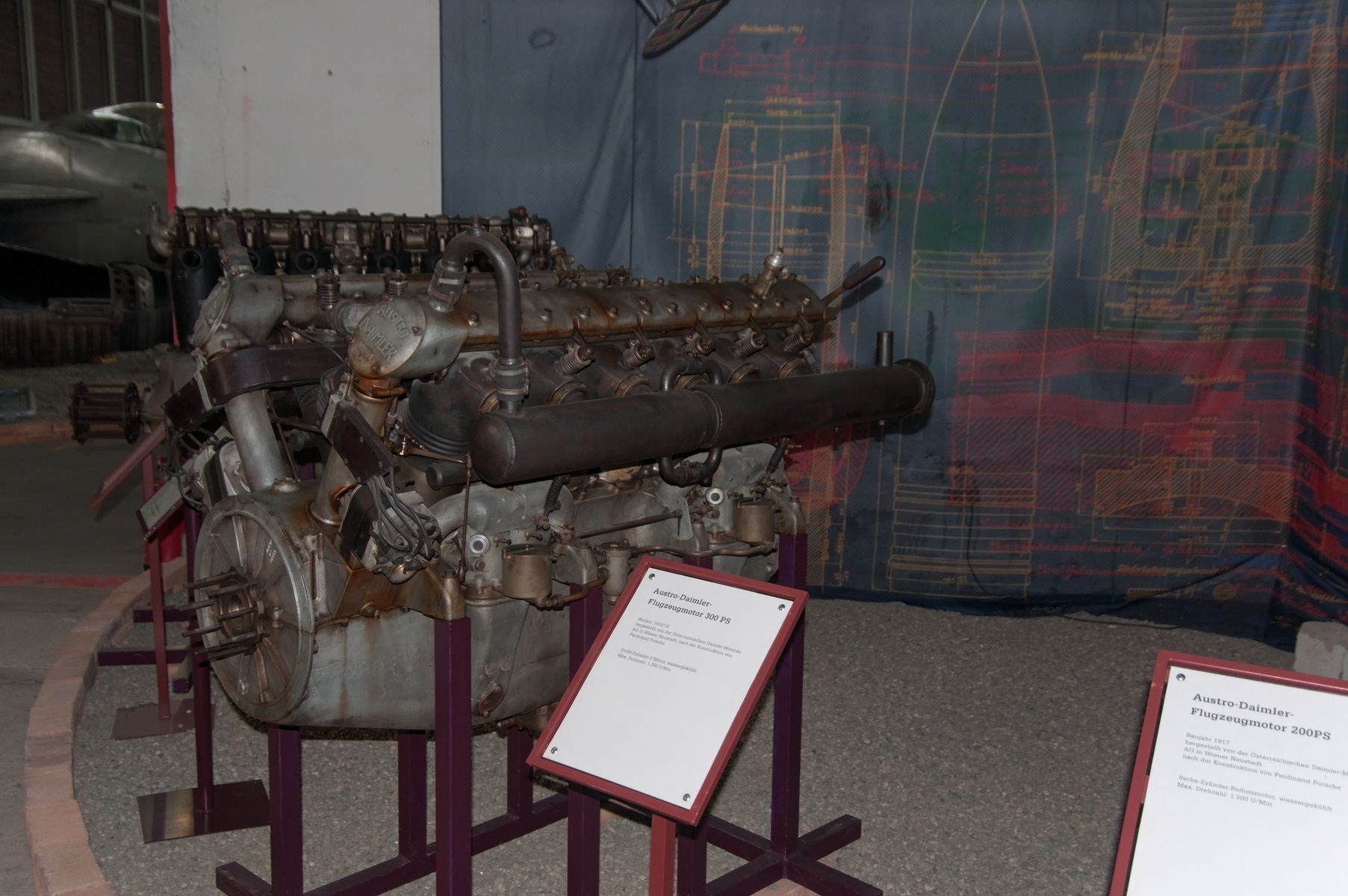
Egy az Austro-Daimler által gyártott 300 PS repülőgépmotor

Austro-Daimler licenc alapján Magyarországon a Magyar Általános Gépgyár (MÁG) is gyártott repülőgépmotorokat. Az Austro-Daimlernek az első világháború idején már 4500 dolgozója volt, s nagyban hozzájárult a háborús termeléshez. Az első világháború után a cég visszatért az autógyártáshoz.
A vállalat fejlődőképessége ellenére, több külső és belső tényező folytán,  végül mégis válságba került. Az Austro-Daimler felvásárlásaival, beolvasztott több vállalatot - Skoda , Fiat, Puch (1928), majd a Camillo Castiglioninak tulajdonítható tékozló kezelés miatt végleg a csőd szélére került.

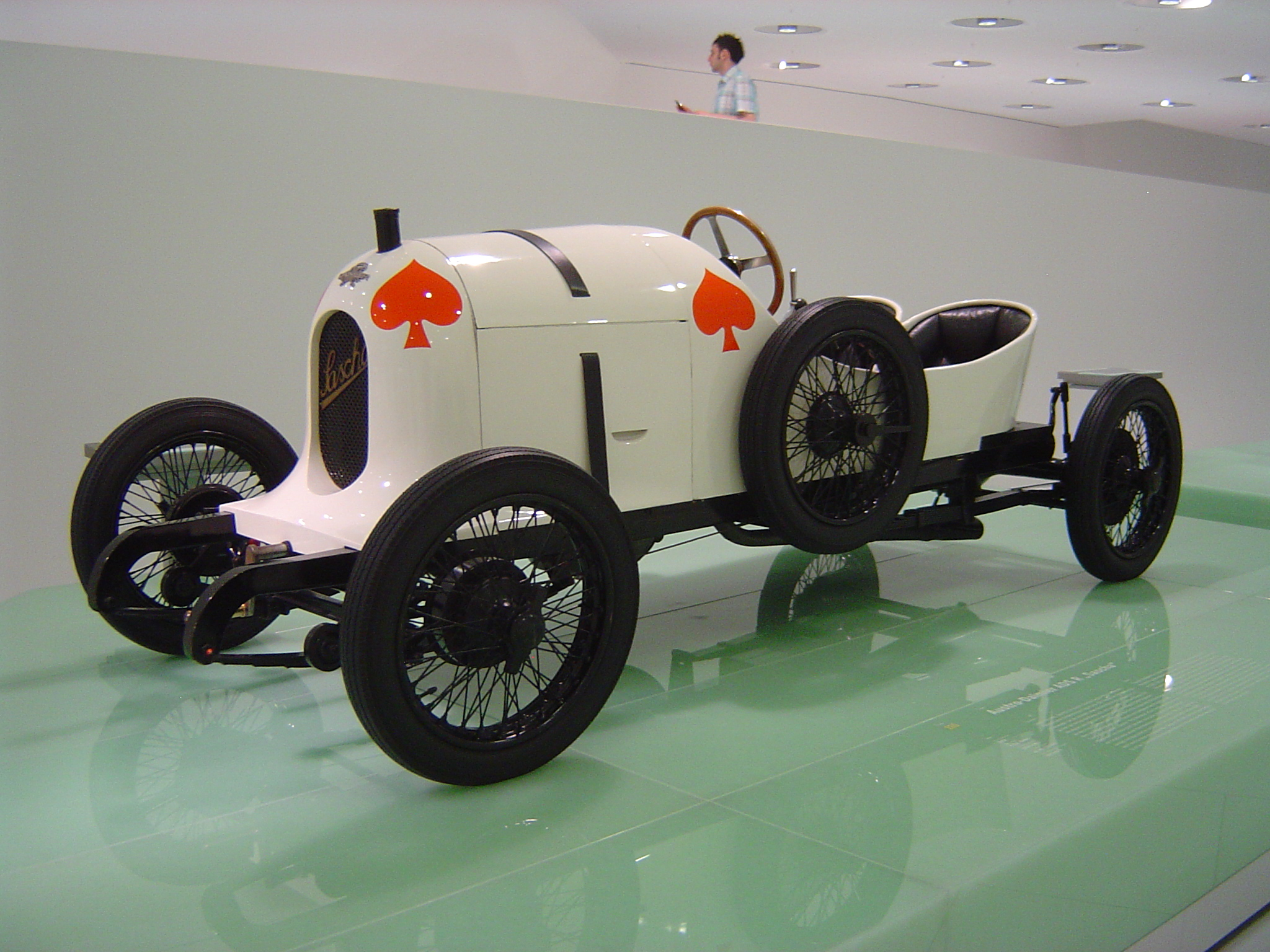
A Ferdinand Porsche tervei szerint készült Austro -Daimler "Sascha" versenyautó

Az 1920-as évek elején kezdték gyártani Ferdinand Porsche 1,3 literes "Sascha" elnevezésű versenyautóit (a támogatóról - gróf Sascha Kolowrat-Krakowskyról elnevezve). A legkisebb modell a cég kínálatában, egy 2212-cc négyhengeres modell volt. Azonban közben a gazdasági helyzet romlott, Porsche 1923-ban lemondott, megszabadulva az Austro-Daimler pénzügyi nehézségeitől. 

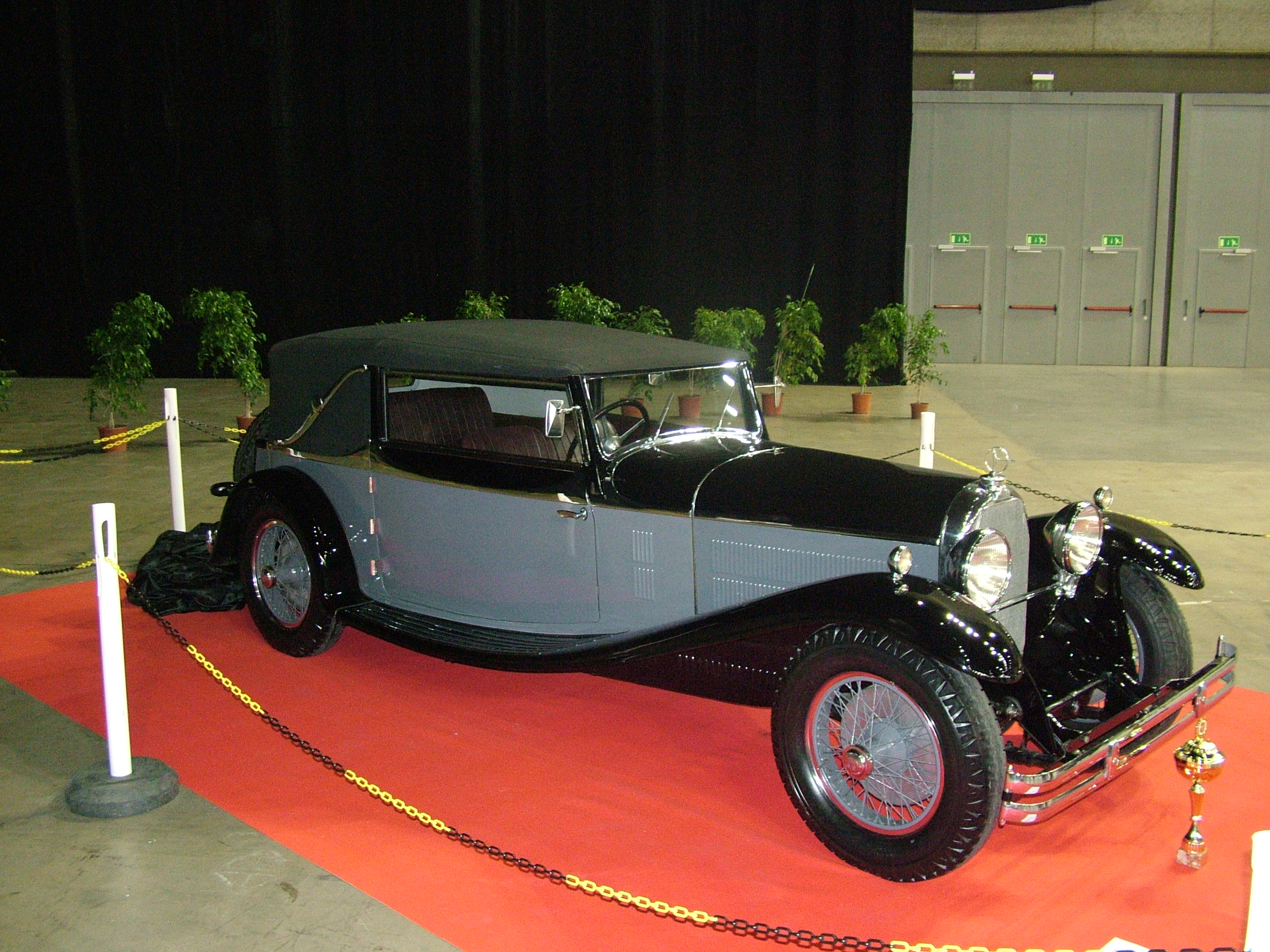
Az 1930-as Austro-Daimler Flickr - granada turnier

Az Austro-Daimler által kínált kiváló, sorozatgyártású autó az ADM 1930-as szériája volt. amelynek hathengeres motorjai 2540 ccm, 2650 köbcentiméter, és 2994 köbcentiméter lökettérfogatúak voltak. Az ADM-III-hoz kifejlesztett erőforrás 110 LE (82 kW) teljesített 4000-es fordulatszámon, és egyike volt az évtized legnagyobb autóinak.
Az Austro-Daimler 1931-ben megjelent egy 4624-cces nyolchengeres autóval is, amely egy drága luxus kivitelű konstrukció volt. Az utolsó nagy autója az osztrák Austro-Daimler-nek a hathengeres "Bergmeister" volt, amely 3614 köbcentis motort kapott, és a fejlesztések folytán 120 LE (89 kW) /3600 rpm. teljesítménnyel rendelkezett. A Bergmeister végsebessége elérte a 140 km/órát is. A sorozatos gazdasági balsikerek hatására, 1934-ben a cég egyesült a Steyr Automobile AG-val, Steyr-Daimler-Puch néven. Így az Austro-Daimler-t feloszlatták, 1936-ban végleg megszűnt. Jogait és márkáit a Steyr-Daimler-Puch konglomerátum vette át.

## Gépkocsi-modelljei (1920 - 1934)
| Modell                        | Gyártási időszak | Hengerek száma | Lökettérfogat | Teljesítmény    | Végsebesség |
| ----------------------------- | ---------------- | -------------- | ------------- | --------------- | ----------- |
| Luxuswagen AD 25 PS           | 1909–1922        | 4 Reihe        | 2250 cm³      | 25 PS (18,4 kW) | 75 km/h     |
| Luxuswagen AD 35 PS           | 1912–1922        | 4 Reihe        | 3560 cm³      | 35 PS (25,7 kW) | 90 km/h     |
| AD 6-17 (AD 17/60 PS)         | 1921–1924        | 6 Reihe        | 4424 cm³      | 60 PS (44 kW)   | 100 km/h    |
| Austro Daimler ADS R „Sascha“ | 1922             | 4 Reihe        | 1089 cm³      | 45 PS (33 kW)   | 144 km/h    |
| ADM II (10/40 PS)             | 1923–1924        | 6 Reihe        | 2540 cm³      | 40 PS (29 kW)   | 100 km/h    |
| ADM II (10/45 PS)             | 1924–1927        | 6 Reihe        | 2613 cm³      | 45 PS (33 kW)   | 100 km/h    |
| ADV (17/60 PS)                | 1924–1927        | 6 Reihe        | 4424 cm³      | 60 PS (44 kW)   | 100 km/h    |
| ADM – 3 Liter (12/100 PS)     | 1926–1928        | 6 Reihe        | 2994 cm³      | 100 PS (74 kW)  | 130 km/h    |
| ADR (12/70 PS)                | 1927–1931        | 6 Reihe        | 2994 cm³      | 70 PS (51 kW)   | 105 km/h    |
| ADR Sport (12/100 PS)         | 1929–1931        | 6 Reihe        | 2994 cm³      | 100 PS (74 kW)  | 130 km/h    |
| ADR 8 (18/100 PS)             | 1930–1934        | 8 Reihe        | 4624 cm³      | 100 PS (74 kW)  | 125 km/h    |
| Bergmeister (14/120 PS)       | 1931–1934        | 6 Reihe        | 3614 cm³      | 120 PS (88 kW)  | 145 km/h    |